# Montcony
Montcony is een gemeente in het Franse departement Saône-et-Loire (regio Bourgogne-Franche-Comté) en telt 225 inwoners (1999). De plaats maakt deel uit van het arrondissement Louhans.

## Kasteel Montcony

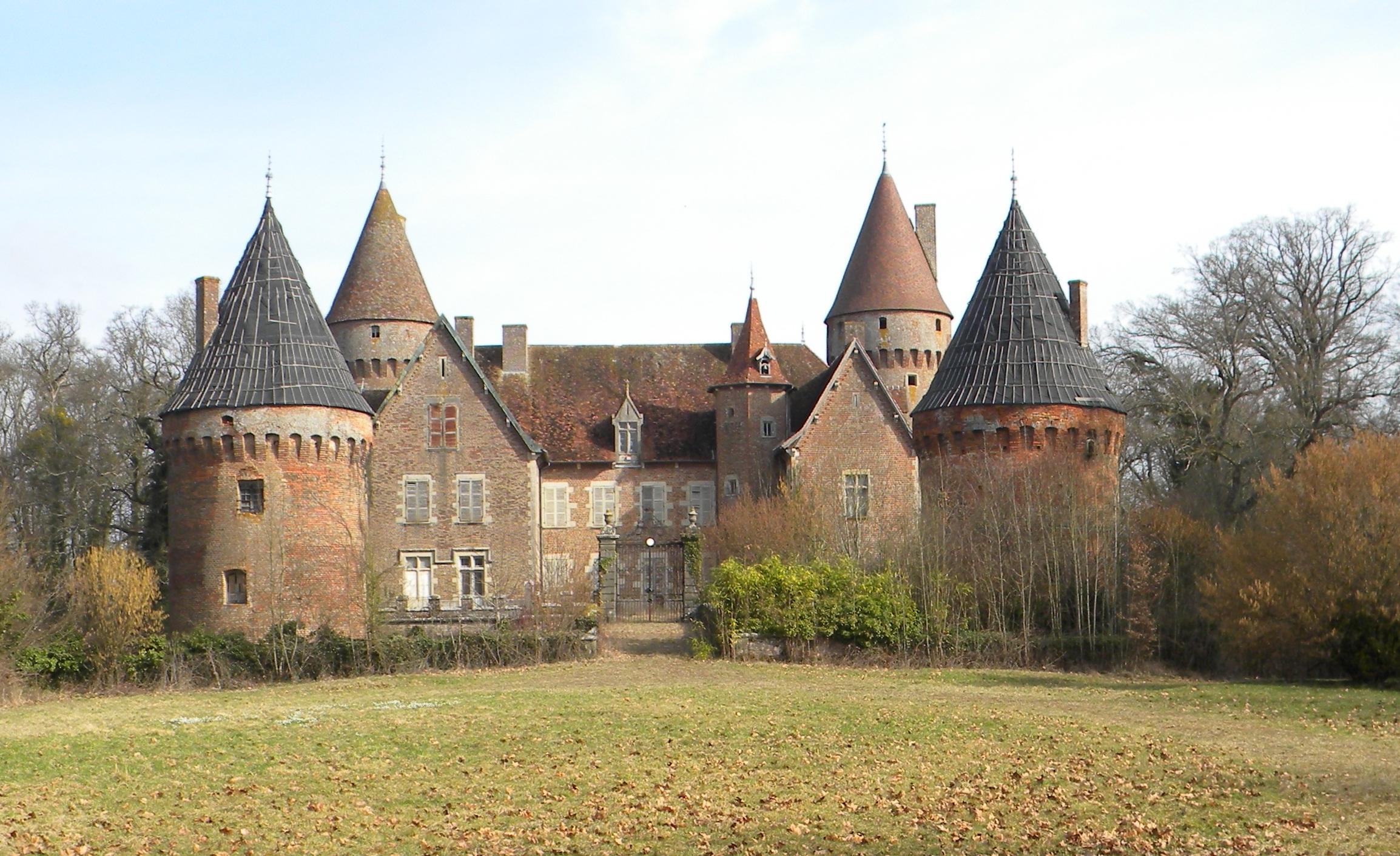
Het Kasteel Montcony

Zie Kasteel van Montcony.

## Geografie
De oppervlakte van Montcony bedraagt 10,6 km², de bevolkingsdichtheid is 21,2 inwoners per km².
De onderstaande kaart toont de ligging van Montcony met de belangrijkste infrastructuur en aangrenzende gemeenten.

## Demografie
Onderstaande figuur toont het verloop van het inwonertal (bron: INSEE-tellingen).